# 1191 Alfaterna
Az 1191 Alfaterna (ideiglenes jelöléssel 1931 CA) a Naprendszer kisbolygóövében található aszteroida. Luigi Volta fedezte fel 1931. február 11-én.